# Pogoniulus simplex
Pogoniulus simplex là một loài chim trong họ Lybiidae.